# TT258
TT258 (Theban Tomb 258) è la sigla che identifica una delle Tombe dei Nobili ubicate nell'area della cosiddetta Necropoli Tebana, sulla sponda occidentale del Nilo dinanzi alla città di Luxor, in Egitto. Destinata a sepolture di nobili e funzionari connessi alle case regnanti, specie del Nuovo Regno, l'area venne sfruttata, come necropoli, fin dall'Antico Regno e, successivamente, sino al periodo Saitico (con la XXVI dinastia) e Tolemaico.

## Titolare
TT258 era la tomba di:
| Titolare  | Titolo                                   | Necropoli | Dinastia/Periodo                | Note |
| --------- | ---------------------------------------- | --------- | ------------------------------- | ---- |
| Menkheper | Scriba reale della casa dei figli del re | El-Khokha | XVIII dinastia (Thutmosi IV ?); |      |

## Biografia
Unica notizia biografica ricavabile è il nome della madre: Nay.

## La tomba
Alla tomba si accede da un cortile in cui si aprono anche le tombe TT246, TT247 e TT248. Si tratta di un'unica sala rettangolare sulle cui pareti (1 nero in planimetria), su due registri sovrapposti, il defunto e la madre appaiono seduti, seguono (2) quattro persone che recano fiori e frutti e (3) un uomo con fiori. Sulla parete di fondo (4) una nicchia con il defunto e la madre e inni a Osiride mentre un uomo e una donna recano offerte.

### Annotazioni
1. ↑  La numerazione dei locali e delle pareti segue quella di Porter e Moss 1927, p. 326.
2. ↑  La prima numerazione delle tombe, dalla numero 1 alla 252, risale al 1913 con l'edizione del "Topographical Catalogue of the Private Tombs of Thebes" di Alan Gardiner e Arthur Weigall. Le tombe erano numerate in ordine di scoperta e non geografico; ugualmente in ordine cronologico di scoperta sono le tombe dalla 253 in poi.
3. ↑  I campi della Duat, ovvero l'aldilà egizio, si trovavano, secondo le credenze, proprio sulla riva occidentale del grande fiume.
4. ↑  Nella sua epoca di utilizzo, l'area era nota come "Quella di fronte al suo Signore" (con riferimento alla riva orientale, dove si trovavano le strutture dei Palazzi di residenza dei re e i templi dei principali dei) o, più semplicemente, "Occidente di Tebe".
5. ↑  le Tombe dei Nobili, benché raggruppate in un'unica area, sono di fatto distribuite su più necropoli distinte.
6. ↑  Le note di Gardiner e Weigall, tratte dal "Topographical Catalogue", ed. 1913, terminano con la tomba TT252
7. ↑  Le quattro tombe costituivano l'unica casa di Hasan Ahmed el-Gurni (TT245, TT246, TT247, TT248). Fino a tempi molto recenti, infatti, alcune delle tombe vennero adibite ad abitazioni o a pertinenze di abitazioni, come stalle, cantine, depositi e magazzini. Tale impiego, protrattosi per millenni, come è intuibile, ha ulteriormente favorito il danneggiamento di già precarie rappresentazioni parietali o, in taluni casi, ha addirittura causato la perdita o la demolizione di pareti o colonne, o pilastri. I riferimenti di Gardiner e Weigall ad abitazioni private debbono perciò essere intese in tal senso e fanno riferimento, come è ovvio, agli anni in cui le rilevazioni ebbero luogo considerando che la pubblicazione del "Topographical Catalogue" risale al 1913.

### Fonti
1. ↑  Gardiner e Weigall 1913.
2. ↑  Donadoni 1999,  p. 115.
3. 1 2  Porter e Moss 1927,  p. 341.
4. 1 2  Porter e Moss 1927,  p. 342.